# NGC 7420
NGC 7420 est une galaxie spirale située dans la constellation de Pégase. Sa vitesse par rapport au fond diffus cosmologique est de 9 121 ± 24 km/s, ce qui correspond à une distance de Hubble de 135,5 ± 9,4 Mpc (∼442 millions d'al). Cette galaxie a été découverte par l'astronome allemand Albert Marth en 1863. 
NGC 7420 présente une large raie HI. De plus, c'est une galaxie du champ, c'est-à-dire qu'elle n'appartient pas à un amas ou un groupe et qu'elle est donc gravitationnellement isolée.